# Lijst van Explosive Car Tuning-cd's
De Explosive Car Tuning cd's zijn cd's van het genre jump- of hardstyle, gemixt door Dj Marcky.
| Titel                                   | Release           |
| --------------------------------------- | ----------------- |
| Explosive Car Tuning 1                  | 2003              |
| Explosive Car Tuning 2                  | 20 september 2003 |
| Explosive Car Tuning 3                  | 2004              |
| Explosive Car Tuning 4 - Summer Edition | 2004              |
| Explosive Car Tuning 5                  | 7 oktober 2004    |
| Explosive Car Tuning 6                  | 2005              |
| Explosive Car Tuning 7                  | 11 maart 2005     |
| Explosive Car Tuning 8                  | juni 2005         |
| Explosive Car Tuning 9                  | 9 november 2005   |
| Explosive Car Tuning 10                 | 2006              |
| Explosive Car Tuning 11                 | 19 mei 2006       |
| Explosive Car Tuning 12                 | 2006              |
| Explosive Car Tuning 13                 | 2007              |
| Explosive Car Tuning 14                 | 7 april 2007      |
| History Of Explosive Car Tuning         | maart 2007        |
| Explosive Car Tuning - The DVD          | 2006              |
| Explosive Car Tuning - Live On Tour     | 2006              |
| Explosive Cartuning Top 50              | 11 februari 2008  |
| Explosive Car Tuning 15                 | 28 september 2007 |
| Explosive Car Tuning 16                 | 23 maart 2008     |
| Explosive Car Tuning 17                 | juli 2008         |
| Explosive Car Tuning 18                 | augustus 2008     |
| Explosive Car Tuning 19                 | Begin 2009        |
| Explosive Car Tuning 20                 | september 2009    |
| Explosive Car Tuning 21                 | 23 januari 2010   |
| Explosive Car Tuning 22                 | 17 mei 2010       |
| Explosive Car Tuning 23                 | 20 september 2010 |
| Explosive Car Tuning 24                 | 31 januari 2011   |
| Explosive Car Tuning 25                 | 16 mei 2011       |
| Explosive Car Tuning 26                 | 19 september 2011 |
| Explosive Car Tuning 27                 | 27 januari 2012   |
| Explosive Car Tuning 28                 | 27 april 2012     |
| Explosive Car Tuning 29                 | 31 augustus 2012  |
| Explosive Car Tuning 30                 | 25 januari 2013   |
| Explosive Car Tuning 31                 | 26 april 2013     |
| Explosive Car Tuning 32                 | 16 augustus 2013  |